# Wdech
Wdech, inaczej faza czynna oddechu – proces, w trakcie którego dochodzi do przesunięcia powietrza z otoczenia do płuc.
U człowieka we wdechu biorą udział mięśnie międzyżebrowe i przepona. Podczas wdechu płuca zwiększają swoją objętość i tworzy się różnica ciśnień, która umożliwia „zassanie” powietrza. Mięśnie międzyżebrowe kurczą się, żebra unoszą się do góry, przepona obniża się, ciśnienie wewnątrz klatki piersiowej spada i powietrze dostaje się do płuc.

## Droga powietrza wdychanego
1. jama ustna lub jama nosowa
2. gardło
3. krtań
4. tchawica
5. oskrzela
6. oskrzeliki
7. pęcherzyki płucne

Uzyskany tą drogą tlen drogą tętnic rozprowadzany jest do tkanek, komórek, a ostatecznie do mitochondriów.